# Paroligoneurus chota
Paroligoneurus chota är en stekelart som först beskrevs av Mason 1969.  Paroligoneurus chota ingår i släktet Paroligoneurus och familjen bracksteklar. Inga underarter finns listade i Catalogue of Life.